# WEC 37
WEC 37: Torres vs. Tapia foi um evento de MMA promovido pelo World Extreme Cagefighting ocorrido em 3 de Dezembro de 2008 no Hard Rock Hotel and Casino em Las Vegas, Nevada. O evento foi ao ar na Versus Network.

## Background
Ex-destaque do IFL Wagnney Fabiano fez sua estréia no WEC nesse evento.
A luta de meio-médios de Blas Avena e Kevin Knabjian foi originalmente programado para esse evento, porém depois a luta foi cancelada.
A luta entre Mark Muñoz e Ricardo Barros foi a última luta de Meio Pesados do WEC. A divisão foi absorvida no UFC após o evento.

## Resultados

### Card Preliminar
- Luta de Peso Leve:  Shane Roller vs.  Mike Budnik

Roller venceu por Finalização (guilhotina) aos 1:01 do primeiro round.
- Luta de Peso Pena:  Cub Swanson vs.  Hiroyuki Takaya

Swanson venceu por Decisão Unânime (30–27, 30–27 e 29–28).
- Luta de Peso Leve:  Bart Palaszewski vs.  Alex Karalexis

Palaszewski venceu por Nocaute Técnico (socos) aos 1:11 do segundo round.
- Luta de Peso Pena:  Cole Province vs.  Diego Nunes

Nunes venceu por Decisão Unânime (30–27, 30–27 e 29–28).
- Luta de Peso Meio Pesado:  Mark Muñoz vs.  Ricardo Barros

Muñoz venceu por Nocaute Técnico (golpes) aos 2:26 do primeiro round.
- Luta de Peso Meio Médio:  Johny Hendricks vs.  Justin Haskins

Hendricks venceu por Nocaute Técnico (golpes) aos 0:43 do segundo round.

### Card Principal
- Luta de Peso Galo:  Joseph Benavidez vs.  Danny Martinez

Benavidez venceu por Decisão Unânime (30–27, 30–27 e 30–27).
- Luta de Peso Galo:  Brian Bowles vs.  Will Ribeiro

Bowles venceu por Finalização (guilhotina) aos 1:11 do terceiro round.
- Luta de Peso Pena:  Wagnney Fabiano vs.  Akitoshi Tamura

Fabiano venceu por Finalização (triangulo de braço) aos 4:48 do terceiro round 3.
- Luta pelo Cinturão Peso Galo do WEC:  Miguel Torres (c) vs.  Manny Tapia

Torres venceu por Nocaute Técnico (socos) aos 3:04 do segundo round e manteve o Cinturão dos Galos do WEC.

## Bonus Awards
Os lutadores foram premiados com o bônus de $7,500.
- Luta da Noite (Fight of the Night:  Cub Swanson vs.  Hiroyuki Takaya
- Nocaute da Noite (Knockout of the Night:  Bart Palaszewski
- Finalização da Noite (Submission of the Night:  Brian Bowles